# Велвју (Вирџинија)
Велвју (енгл. Belview) насељено је место без административног статуса у америчкој савезној држави Вирџинија.

## Демографија
По попису из 2010. године број становника је 891.
| Група             | 2000.    | 2010.       |
| Белци             | 0 (0,0%) | 824 (92,5%) |
| Афроамериканци    | 0 (0,0%) | 34 (3,8%)   |
| Азијати           | 0 (0,0%) | 3 (0,3%)    |
| Хиспаноамериканци | 0 (0,0%) | 15 (1,7%)   |
| Укупно            | 0        | 891         |